# Destutia novata
Destutia novata är en fjärilsart som beskrevs av Grossbeck 1908. Destutia novata ingår i släktet Destutia och familjen mätare. Inga underarter finns listade i Catalogue of Life.